# Arbainsyah
Arbainsyah (ur. 17 czerwca 1989) – indonezyjski zapaśnik w stylu klasycznym.
Srebrny medalista igrzysk Azji Południowo-Wschodniej w 2011 i brązowy w 2009 roku.